# Pink Cream 69 (album)
Pink Cream 69 è il primo ed eponimo album in studio del gruppo musicale tedesco Pink Cream 69, pubblicato nel 1989.

## Tracce
Testi e musiche di Andi Deris, eccetto dove indicato.
1. Take Those Tears – 4:26
2. Sugar for Love – 4:16
3. Rolling Down a Thunder – 3:41
4. One Step into Paradise – 3:52
5. Close Your Eyes – 3:39 (Dennis Ward, A. Deris)
6. Welcome the Night – 5:01 (Alfred Koffler, A. Deris)
7. Partymaker – 3:45 (A. Koffler, A. Deris)
8. Hit the Bottom Row – 3:15
9. Parasite – 2:57
10. I Only Wanna Be for You – 4:00

- Tracce Bonus (USA)

1. White Men Do No Reggae (Live) (D. Ward)

## Formazione
- Andi Deris - voce
- Alfred Koffler - chitarra
- Dennis Ward - basso
- Kosta Zafiriou - batteria, tastiera